# Віттенферден
Віттенферден (нім. Wittenförden) — громада в Німеччині, розташована в землі Мекленбург-Передня Померанія. Входить до складу району Людвігслуст-Пархім. Складова частина об'єднання громад Штралендорф.
Площа — 12,23 км2. Населення становить 2511 ос. (станом на 31 грудня 2020).